# Duncan Kibet
Pour les articles homonymes, voir Kibet (homonymie).
Duncan Kibet (né le 25 avril 1978 à Eldoret) est un athlète kényan spécialiste du marathon.

## Carrière
Il s'illustre durant la saison 2008 en terminant deuxième du Marathon de Vienne, derrière son compatriote Abel Kirui, puis en remportant le Marathon de Milan en 2 h 07 min 53 s. Le 5 avril 2009, Duncan Kibet s'impose lors du Marathon de Rotterdam en 2 h 04 min 27, dans le même temps que son compatriote James Kwambai. Il établit la troisième performance de tous les temps lors d'un marathon, seul l'Éthiopien Haile Gebreselassie ayant réussi des temps inférieurs à l'occasion de ses deux records du monde (2 h 04 min 26 en 2007 et 2 h 03 min 59 en 2008).

## Palmarès
| Année | Compétition           | Lieu      | Place | Épreuve  |
| ----- | --------------------- | --------- | ----- | -------- |
| 2008  | Marathon de Vienne    | Vienne    | 2e    | Marathon |
| 2008  | Marathon de Milan     | Milan     | 1er   | Marathon |
| 2009  | Marathon de Rotterdam | Rotterdam | 1er   | Marathon |